# Trésor national vivant du Japon
Trésor national vivant (人間国宝, Ningen Kokuhō) est une expression japonaise populaire qui désigne les personnes certifiées conservateurs de biens culturels immatériels importants (重要無形文化財保持者, Jūyō Mukei Bunkazai Hojisha) par le ministère de l'Éducation, au sens de la loi sur la protection des biens culturels (文化財保護法, Bunkazai Hogōhō) du Japon. La tournure « Trésor national vivant » n'est pas mentionnée en tant que telle  dans la loi ; elle constitue cependant un terme informel qui fait référence aux biens culturels désignés comme trésors nationaux du Japon.

## Présentation
« Trésor national vivant » renvoie aux personnes désignées comme gardiens de biens culturels intangibles importants. En vertu de la loi de 1950 sur la protection des biens culturels, les biens culturels immatériels sont définis comme des œuvres dramatiques, musicales, artistiques et autres objets culturels immatériels de grande valeur au regard de l'histoire du Japon ou de l'art (Article 2, section 1, partie 2). Ces biens culturels immatériels d'importance particulière peuvent être appelés « Biens culturels immatériels importants » par le ministre de l'Éducation, de la Culture, des Sports, de la Science et de la Technologie (article 71, paragraphe 1). En d'autres termes, les biens culturels immatériels représentent certaines compétences artistiques. Les personnes ou les groupes qui ont atteint des niveaux élevés de maîtrise de ces compétences particulières peuvent être désignées comme leurs conservateurs par le gouvernement japonais dans le but d'assurer leur maintien.

## Types de certification
Il existe trois types de certification : 
- Certification individuelle (各個認定, Kakko Nintei?) :  cette désignation est réservée aux personnes qui « ont atteint une maîtrise élevée » d'un art ou d'un artisanat.
- Certification collective (総合認定, Sōgō Nintei?) : cette désignation est réservée aux groupes de deux personnes ou plus qui, en tant que groupe de travail en commun, ont atteint la maîtrise d'un art ou d'un artisanat.
- Certification des groupes de préservation (保持団体認定, Hoji Dantai Nintei?) : cette désignation est réservée aux grands groupes qui ont maîtrisé un art ou un artisanat dans lequel le caractère individuel n'est pas mis en valeur.

De ces trois types, en général seules les personnes ayant reçu une certification individuelle sont désignées comme « Trésors nationaux vivants ». Celles qui travaillent dans les domaines artistiques tels que le théâtre et la musique reçoivent des certifications individuelles et collectives, tandis que celles qui travaillent dans les métiers reçoivent des certifications individuelles ou de groupe de préservation.

## Système de soutien
Le gouvernement japonais, dans le but de préserver les biens culturels immatériels importants, fournit une subvention annuelle spéciale de 2 millions de yens aux « Trésors nationaux vivants ». Dans le cas des groupes, le gouvernement contribue à défrayer les expositions publiques et des activités nécessaires à la pérennité du groupe. Le théâtre national du Japon offre des programmes de formation pour aider les successeurs dans les arts tels que le nō, le bunraku et le kabuki.

## Catégories
À ce jour, les « Trésors nationaux vivants » sont certifiés pour 16 catégories de biens culturels immatériels :
- Arts de la scène : gagaku, nō, bunraku, kabuki, kumi odori, musique, danse et théâtre
- Artisanats : céramique, textiles, laque, métal, fabrication de poupées, travail du bois, fabrication du papier et différents artisanats.

## Liste des Trésors nationaux vivants
- Liste des trésors nationaux vivants du Japon (arts du spectacle)
- Liste des trésors nationaux vivants du Japon (artisans)